# Andri Ragettli
Andri Ragettli (Flims, 21 agosto 1998) è uno sciatore freestyle svizzero, specialista di slopestyle e big air e vincitore di una medaglia d'oro e una di bronzo iridate.

## Biografia
In Coppa del Mondo ha esordito il 25 agosto 2013 a Cardrona (27º), mentre a Silvaplana ha ottenuto il primo podio il 14 marzo 2015 (2º) e la prima vittoria il 4 marzo 2016. Ai Campionati mondiali di freestyle di Aspen 2021 ha vinto la medaglia d'oro nello slopestyle, mentre a Bakuriani 2023 quella di bronzo nella medesima specialità. Nel suo palmares figurano anche quattro Coppe del Mondo di slopestyle e una di big air.

## Palmarès

### Mondiali
- 2 medaglie:
  - 1 oro (slopestyle ad Aspen 2021)
  - 1 bronzo (slopestyle a Bakuriani 2023)

### X Games
- 7 medaglie:
  - 3 ori (slopestyle a Hafjell 2020, big air ad Aspen 2021 e slopestyle ad Aspen 2022)
  - 1 argento (slopestyle a Aspen 2025)
  - 3 bronzi (slopestyle ad Aspen 2018, big air ad Aspen 2020 e a Hafjell 2020)

### Coppa del Mondo
- Vincitore della Coppa del Mondo di slopestyle nel 2016, nel 2018, nel 2020 e nel 2022
- Vincitore della Coppa del Mondo di big air nel 2019
- 33 podi:
  - 12 vittorie
  - 9 secondi posti
  - 12 terzi posti

#### Coppa del Mondo - vittorie
| Data             | Luogo            | Paese         | Disciplina |
| ---------------- | ---------------- | ------------- | ---------- |
| 4 marzo 2016     | Silvaplana       | Svizzera      | SS         |
| 12 febbraio 2017 | Québec           | Canada        | SS         |
| 13 gennaio 2018  | Snowmass         | Stati Uniti   | SS         |
| 7 settembre 2018 | Cardrona         | Nuova Zelanda | BA         |
| 30 marzo 2019    | Silvaplana       | Svizzera      | SS         |
| 31 gennaio 2020  | Mammoth Mountain | Stati Uniti   | SS         |
| 15 febbraio 2020 | Calgary          | Canada        | SS         |
| 21 novembre 2020 | Stubaital        | Austria       | SS         |
| 16 gennaio 2022  | Font Romeu       | Francia       | SS         |
| 5 marzo 2022     | Bakuriani        | Georgia       | SS         |
| 22 gennaio 2023  | Laax             | Svizzera      | SS         |
| 24 marzo 2024    | Silvaplana       | Svizzera      | SS         |

Legenda:

SS = slopestyle

BA = big air